# Matthias Kohler
Matthias Kohler (9 juni 1991) is een Duits voetbaltrainer.
Kohler begon zijn trainersloopbaan bij de Duitse voetbalbond. Nadien was hij werkzaam bij Ajax Cape Town. Door een aantal innovaties door te voeren bij de Zuid-Afrikanen viel hij op bij Ajax. Marc Overmars, Edwin van der Sar en Ruben Jongkind raakten overtuigd van Kohler en haalden hem naar de jeugdopleiding van de Amsterdamse club. In december 2015 stapte hij op als gevolg van een intern conflict, waarna hij bij AS Trencin terecht kwam. Dit was in eerste instantie als adviseur, maar later werd Kohler ook eindverantwoordelijke. Van 2021 tot 2023 was Kohler bij FC Volendam de rechterhand van Wim Jonk. Toen Jonk met ingang van het seizoen 2023/24 technisch manager werd, werd Kohler gepresenteerd als nieuwe hoofdtrainer van de Eredivisionist. Nadat Team Jonk in december 2023 vertrok bij FC Volendam wegens een intern conflict, legde ook Kohler zijn taken neer.

## Loopbaan
Kohler groeide op in Obermettingen in het Zwarte Woud en sloot op vijfjarige leeftijd aan bij de plaatselijke SV Untermettingen. Daarna ging hij naar SV Laufenburg, waar hij centraal op het middenveld speelde. Zijn pad leidde vervolgens over de grens naar FC Schaffhausen, waar hij na de onder 14 en de onder 16 de sprong naar de onder 21 maakte. Nadien ging hij terug naar Duitsland naar SC Freiburg onder 19, die toen werd gecoacht door Christian Streich. In 2010 moest hij de jeugdopleiding verlaten, waarna hij nog uitkwam voor FC Singen 04. Mede dankzij twee kruisbandblessures moest Kohler zijn spelersloopbaan vroegtijdig een halt toe roepen.
In 2012 ging Kohler aan de slag als DFB-trainer in Zuid-Baden. Een jaar later ging hij aan de slag als jeugdtrainer bij Ajax Cape Town. Na een jaar bij Ajax Cape Town haalde Ajax hem naar Nederland. Bij Ajax was hij met ingang van het seizoen 2015/16 werkzaam als coördinator van de afdeling Methodologie. In december 2015 stapte de gehele afdeling, waaronder Matthias Kohler, op toen Wim Jonk werd weggestuurd als Hoofd Jeugdopleiding vanwege een intern conflict.
Daarna volgde de oprichting van "Cruyff Football", een bedrijf dat clubs en verenigingen adviseert. Hier was Kohler wederom actief als hoofd methodologie. Na tweeënhalf jaar ging Kohler als strategisch adviseur aan de slag bij AS Trencin in Slowakije, waar hij aan het einde van het seizoen 2018/19 instapte als coach en erin slaagde om in de Fortuna Liga te blijven. Toen in de loop van het volgende seizoen de mediadruk te groot werd na enkele mindere resultaten, gingen club en coach uit elkaar. De Duitser kwam vervolgens terecht bij FC Basel, waar hij ging werken als coach van de onder 18. Toen Alexander Frei kort na de start van het seizoen opstapte als coach van de onder 21, schoof Kohler door. Het beloftenelftal van FC Basel kwam dat seizoen uit in de Promotion League, het derde niveau.
Op 30 juni 2021 maakte FC Volendam bekend dat Kohler per 1 september 2022 toegevoegd werd aan de technische staf van FC Volendam, als rechterhand van hoofdtrainer Wim Jonk. Aan het einde van het seizoen 2021/22, waarin FC Volendam promotie naar de Eredivisie wist te bewerkstelligen, werd het contract van zowel Jonk als Kohler verlengd. Met ingang van het seizoen 2023/24 werd Wim Jonk technisch manager bij FC Volendam. Matthias Kohler nam als de nieuwe hoofdtrainer het stokje over van de Volendammer. In december 2023 legde hij zijn taken neer, als gevolg van het escaleren van een langlopend conflict tussen de raad van commissarissen en het bestuur van de voetbalvereniging.